# Descentralización

Mapa de los territorios de la Monarquía Hispánica en tiempos de Felipe II. El reinado de la dinastía Habsburgo se caracterizó por una política muy descentralizada, distinguiendo el ámbito de cada Consejo territorial con el denominado sistema polisinodial:
Territorios adscritos al Consejo de Castilla
Territorios adscritos al Consejo de Aragón
Territorios adscritos al Consejo de Portugal
Territorios adscritos al Consejo de Italia
Territorios adscritos al Consejo de Indias
Territorios adscritos al Consejo de Flandes.

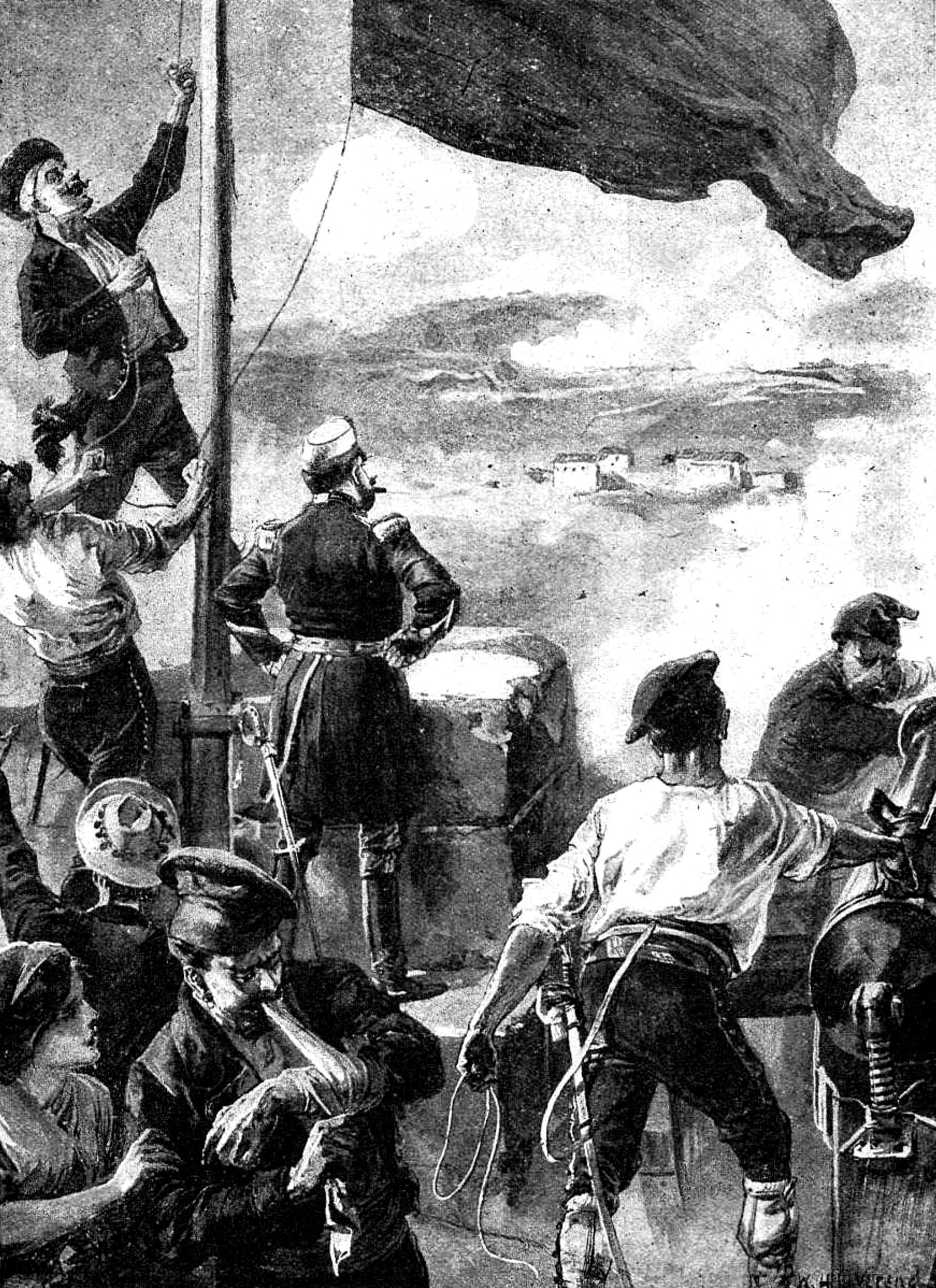
Izado de la bandera cantonal en el Castillo de Galeras de Cartagena (España), 1873. Durante la Primera República Española, se desató una intensa Rebelión cantonal, que perseguía la formación de un Estado descentralizado y federal mediante la proclamación de cantones locales independientes, como los de Cartagena, Málaga, Valencia, Sevilla, Tarifa o Cádiz.

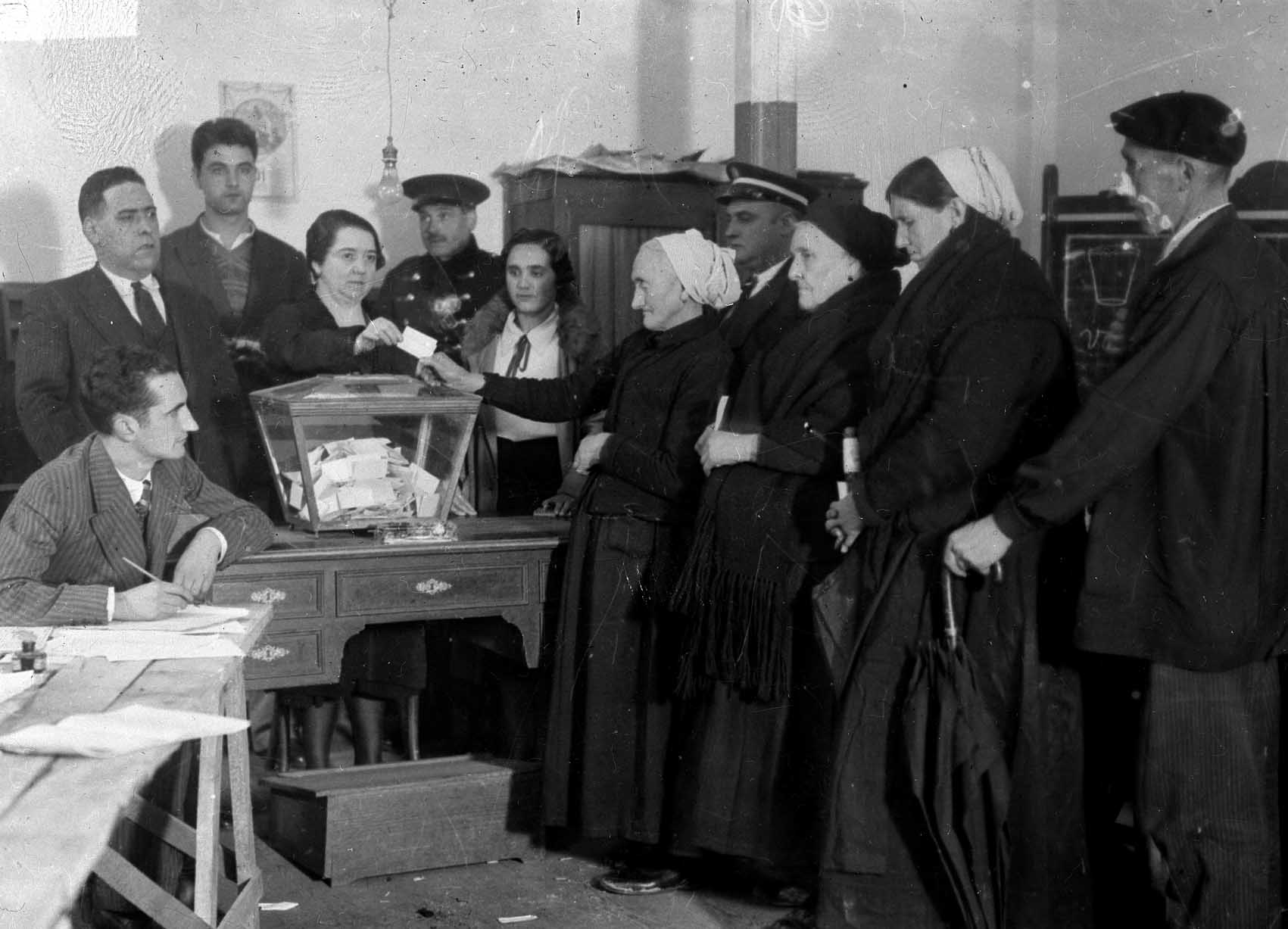
Referéndum autonómico de 1933 en Éibar, España; para la aprobación de un nuevo texto de estatuto. Durante la Segunda República Española se aprobaron varios estatutos de autonomía para conceder una mayor independencia a determinadas regiones. Destacan el de Cataluña (1932) y el del País Vasco (1936), así como los respectivos proyectos de estatutos de Galicia, Andalucía, Aragón, Cantabria y Valencia, que quedaron abortados por el estallido de la Guerra civil española en 1936.

La descentralización es el proceso de dispersar funciones, poderes, personas o cosas fuera de una ubicación o autoridad central. Si bien la centralización, especialmente en el ámbito gubernamental, es ampliamente estudiada, no existe una definición o comprensión común de la descentralización. La dedicación de la descentralización puede variar en parte debido a las diferentes formas en que se aplica. Los conceptos de descentralización se han aplicado a dinámica de grupos y administración empresas y organizaciones privadas, ciencia política, derecho y administración pública, economía y tecnología.

## Historia
La palabra «centralización» entró en uso en Francia en 1794 cuando el liderazgo del Directorio en la post-Revolución francesa  creó una nueva estructura de gobierno. La palabra «descentralización» entró en uso en la década de 1820. «Centralización» entró al inglés escrito en el primer tercio del siglo XIX; las menciones de la descentralización también aparecen por primera vez durante esos años. A mediados de la década de 1800, Tocqueville escribiría que la Revolución Francesa comenzó con «un impulso hacia la descentralización [...] [pero se convirtió,] al final, en una extensión de la centralización». En 1863 el burócrata francés retirado Maurice Block escribió un artículo titulado «Descentralización» para una revista francesa que revisó la dinámica del gobierno y la centralización burocrática y los recientes esfuerzos franceses en la descentralización de las funciones del gobierno.
Las ideas de la libertad y la descentralización fueron llevadas a sus conclusiones lógicas durante los siglos XIX y XX por activistas políticos antiestatales que se autodenominaban «anarquistas», «libertarios» e incluso «descentralistas». Tocqueville fue un defensor, escribiendo:

La descentralización tiene, no solo un valor administrativo, sino también una dimensión cívica, ya que aumenta las oportunidades para que los ciudadanos se interesen en los asuntos públicos, los hace acostumbrarse a usar la libertad. Estas libertades locales, activas y persistentes, nacen como el contrapeso más eficiente contra los reclamos del gobierno central, incluso si estuvieran respaldados por una voluntad colectiva e impersonal.

Pierre-Joseph Proudhon (1809-1865), influyente teórico anarquista, escribió: «Todas mis ideas económicas tal como se desarrollaron durante veinticinco años se pueden resumir en las palabras: federación agroindustrial. Todas mis ideas políticas se reducen a una fórmula similar: federación política o descentralización».
A principios del siglo XX, una respuesta a la centralización de la riqueza económica y el poder político fue un movimiento descentralista. Culpó a la producción industrial a gran escala por destruir tiendas de clase media y pequeños fabricantes y promovió una mayor propiedad y un retorno a la vida a pequeña escala. El movimiento descentralista atrajo a Southern Agrarians como Robert Penn Warren, así como a Herbert Agar. Los individuos de la Nueva izquierda y libertarios que se identificaron con el descentralismo social, económico, y a menudo político a través de los años siguientes incluyen a Ralph Borsodi, Wendell Berry, Paul Goodman, Carl Oglesby, Karl Hess, Donald Livingston, Kirkpatrick Sale (autor de Human Scale), Murray Bookchin, Dorothy Day, el senador Mark O. Hatfield, Mildred J. Loomis y Bill Kauffman.
Leopold Kohr, autor del libro de 1957 The Breakdown of Nations, conocido por su declaración «Cuando algo está mal, algo es demasiado grande», fue una gran influencia en E.F. Schumacher, autor del best-seller de 1973 Small is Beautiful:Economics As If People Mattered . En los años siguientes, varios libros más vendidos promovieron la descentralización. The Coming of Post-Industrial Society de Daniel Bell discutió la necesidad de descentralización y una «revisión integral de la estructura gubernamental para encontrar el tamaño y el alcance de las unidades», así como la necesidad de separar las funciones de las fronteras estatales actuales, creando regiones basadas en funciones como agua, transporte, educación y economía que podría tener «superposiciones diferentes» en el mapa. Alvin Toffler publicó Future Shock (1970) y The Third Wave (1980). Al hablar de los libros en una entrevista posterior, Toffler dijo que la planificación burocrática centralizada y de estilo industrial sería reemplazada por un estilo más abierto, democrático y descentralizado al que llamó «democracia anticipatoria». El libro del futurista John Naisbitt de 1982, Megatrends, estuvo en The New York Times Best Seller list durante más de dos años y vendió 14 millones de copias. El libro de Naisbitt describe 10 «megatendencias», la quinta de las cuales es de la centralización a la descentralización. En 1996, David Osborne y Ted Gaebler tenían un superventas, Reinventing Government, que proponía teorías descentralistas de la administración pública que se etiquetaron como «Nueva administración pública».
Stephen Cummings escribió que la descentralización se convirtió en una «megatendencia revolucionaria» en los años ochenta. En 1983 Diana Conyers preguntó si la descentralización era la «última moda» en la administración del desarrollo. El proyecto de la Universidad de Cornell sobre reestructuración del gobierno local establece que la descentralización se refiere a la «tendencia global» de delegar responsabilidades a los gobiernos regionales o locales. Intergovernmental Relations and Markets: Towards a Post-Welfare Agenda de Robert J. Bennett describe cómo después de la Segunda Guerra Mundial los gobiernos siguieron una política centralizada de derechos «asistencialistas» que ahora se ha convertido en una política de descentralización «post bienestar» de carácter intergubernamental y de mercado.
En 1983, la «descentralización» se identificó como uno de los «diez valores clave» del Movimiento Verde en los Estados Unidos.
Según un informe del Programa de las Naciones Unidas para el Desarrollo de 1999:

Una gran cantidad de países en desarrollo y en transición se han embarcado en algún tipo de programas de descentralización. Esta tendencia se combina con un creciente interés en el papel de la sociedad civil y el sector privado como socios de los gobiernos en la búsqueda de nuevas formas de prestación de servicios (...) La descentralización de la gobernanza y el fortalecimiento de la capacidad de gobierno local son, en parte, también una función de tendencias sociales más amplias, como por ejemplo la creciente desconfianza hacia el gobierno en general, la espectacular desaparición de algunos de los regímenes más centralizados del mundo (especialmente la Unión Soviética) y las emergentes demandas separatistas que parecen surgir rutinariamente en una u otra parte del mundo. Sin embargo, el movimiento hacia la rendición de cuentas local y un mayor control sobre el destino no es únicamente el resultado de la actitud negativa hacia el gobierno central. Estos desarrollos, como ya hemos señalado, están impulsados principalmente por un fuerte deseo de una mayor participación de ciudadanos y organizaciones del sector privado en el gobierno.

## Un gobierno descentralizado

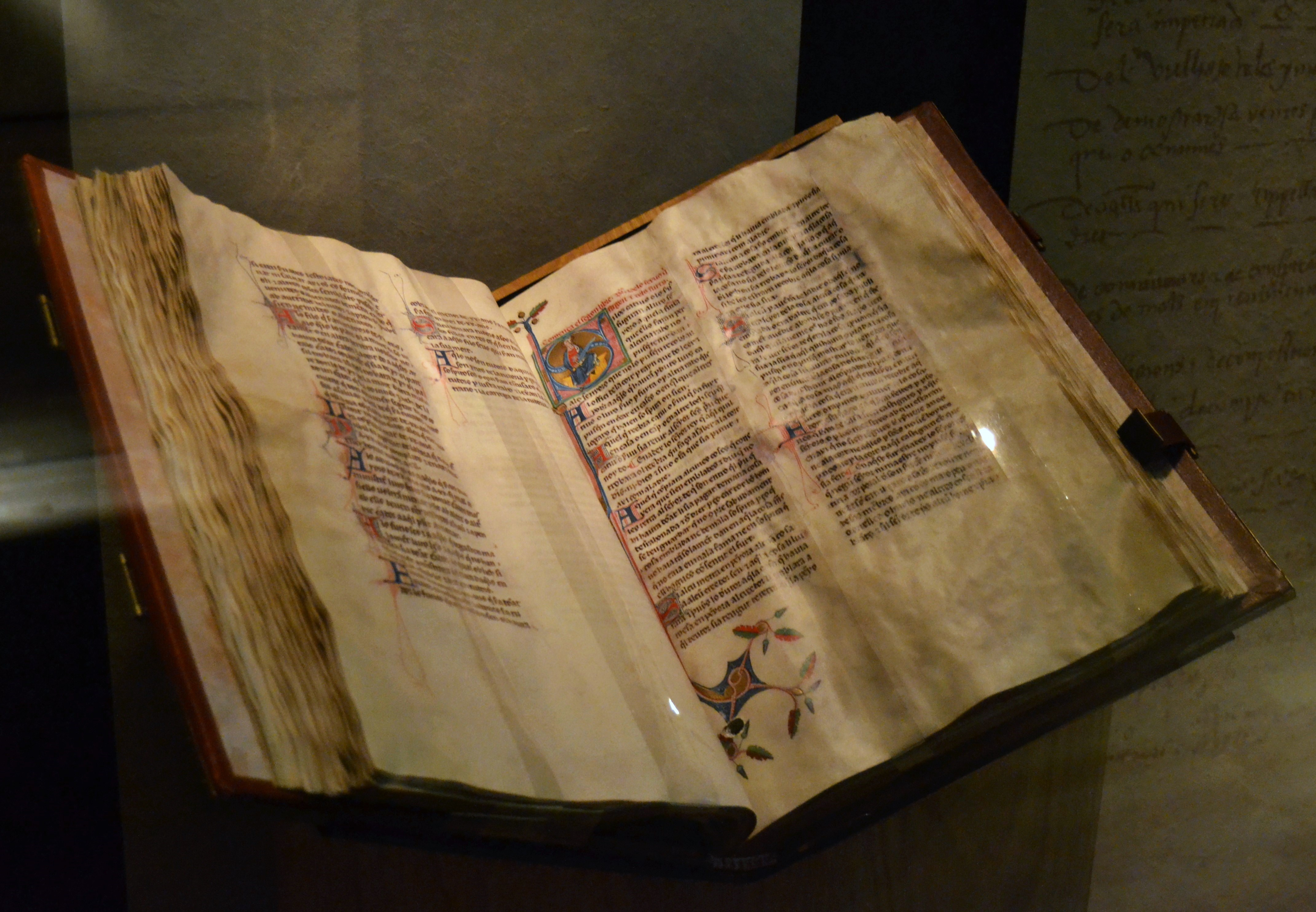
Códice de los Fueros de Valencia, 1329, que recoge los derechos y competencias exclusivas de la administración del Reino de Valencia hasta ser abolidos (junto con los demás fueros de la Monarquía Hispánica) con el Decreto de Nueva Planta de Felipe V, a comienzos del siglo XVIII.

En un Estado centralizado su poder es atribuido a un Gobierno central, de manera que los gobiernos locales actúan como sus agentes. 
En el caso de un Estado descentralizado, se otorga mayor poder a los gobiernos locales, los cuales les permite tomar decisiones propias sobre su esfera de competencias. La orientación política y gubernamental que plantea que los diversos organismos de la administración estatal deben gozar autonomía regional.

## Características
- Transferencia de competencias desde la administración central a nuevos entes morales o jurídicos.
- El Estado dota de entidad jurídica al órgano descentralizado.
- Se le asigna un patrimonio propio y una gestión independiente de la administración central.
- El Estado solo ejerce sobre estos una función coordinadora y excepcionalmente una función de tutelar.
- Se basa en un principio de autarquía (organización política y económica de un Estado fundada en el autoabastecimiento).

La descentralización refuerza el carácter democrático de un Estado y el principio de participación colaborativo consagrado en numerosas constituciones de la tradición jurídica hispanoamericana.

### Formas de descentralización del Estado
La descentralización, en suma, «se puede considerar como un proceso social de transferencia de competencias desde la administración central a las administraciones intermedias y locales» y puede adoptar diversas formas:
- Descentralización vertical: permite que algunos poderes del gobierno central se deleguen hacia niveles de administración inferiores (locales o territoriales) y puede adquirir las formas ya referidas de desconcentración, delegación, devolución y privatización.
- Descentralización horizontal: es la que dispersa el poder entre instituciones del mismo nivel, como por ejemplo las decisiones sobre el gasto de un ministerio que puede distribuirse entre varios.
- Descentralización administrativa: supone el traslado de competencias de la administración central del estado a nuevas personas jurídicas del derecho público, dotadas de un patrimonio propio. Aunque el poder central tiene un control muy limitado sobre las actividades de las entidades documentadas, éstas se encuentran sujetas a las órdenes de aquel y no gozan de personalidad jurídica propia. El objetivo de este tipo de descentralización es lograr una gestión administrativa más ágil y efectiva.
- Descentralización política: en ella los poderes, competencias y funciones administrativas, normativas y de gobierno se trasladan a un órgano con una base territorial determinada (región, territorio, localidad, comuna, etcétera), una cierta autonomía para crear su propio derecho y un origen democrático dimanado de un proceso electoral. Para algunos especialistas lo más importante de la descentralización política es que supone un centro decisorio con capacidad para crear derecho, normas de igual jerarquía que la ley común; por el contrario, la descentralización administrativa acota la facultad de la entidad descentralizada de ejecutar la ley nacional o dictar excepcionalmente normas jurídicas bajo la jerarquía de la ley común.
- Descentralización funcional: consiste en el reconocimiento al órgano correspondiente de competencias específicas o delimitadas solo a un sector de actividad; es decir, el Estado asigna una función técnica o de servicios a una entidad gestora que dispone de personalidad jurídica y patrimonio propio. Un ejemplo puede ser una empresa pública.
- Descentralización mixta: las dos formas anteriores se pueden combinar y dar paso a una descentralización política con una base territorial, como es el caso de los gobiernos territoriales, o bien a una funcional y territorial, como sucede con una empresa estatal en una provincia.
- Descentralización fiscal: según Wiener, esta forma nace de «la búsqueda de eficiencia en la prestación y el financiamiento de bienes públicos locales y nacionales; significa alcanzar un equilibrio entre los niveles impositivos, los gastos, las transferencias de los gobiernos centrales y los reglamentos impuestos sobre un gobierno local determinado».[cita requerida]

Si bien la descentralización permite un acercamiento rápido y oportuno a la toma de decisiones, al tiempo que descongestiona un grupo de funciones en el nivel central, también da pie a un desarrollo territorial desproporcionado, imposibilita el verdadero papel del Estado en la sociedad y sienta las bases para la conformación de élites locales con intereses particulares, que pueden atentar contra el bienestar de la sociedad.
El tema de la descentralización sigue siendo muy polémico y de gran complejidad, por lo que en un modelo de desarrollo puede ser permisible en algunos aspectos e inadmisible en otros. Es menester tomar en cuenta y analizar las condiciones concretas de cada país, sin olvidar su identidad, su historia y sus costumbres.